# Paul-Henry de Belvèse
Paul-Henry de Belvèze (11 mars 1801 - 8 février 1875) était un marin français chargé par le gouvernement de Napoléon III de renouer les relations commerciales avec le Canada. De Belvèze a entrepris cette tâche avec succès et sa visite dans le pays a abouti à une amélioration considérable des relations entre les deux nations. Une conséquence à plus long terme des efforts de Belvèze fut la création d'un consulat général de France à Québec.

## Origines
De Belvèze descendait d'une vieille famille de Languedoc ; né le 11 mars 1801 à Montauban, fils d'Antoine-Jean-François de Belvèze et de Marie-Josèphe-Jeanne Garrigues de Saint-Fauste ; décédé le 8 février 1875 dans son hôtel particulier de Toulon.

## Carrière navale
Ancien élève de l'École polytechnique, le jeune Paul-Henry de Belvèze entre dans la marine en 1823 et est ensuite chargé de diverses expéditions, notamment en Amérique du Sud, en Europe et en Terre Sainte. En 1855, alors qu'il naviguait dans le Golfe du Saint-Laurent, commandant La Capricieuse, en tant que « commandant des forces françaises dans les eaux de Terre-Neuve », le gouvernement de Napoléon III décida de lui confier la mission de renouer les relations avec le Canada, mission qui, aux termes du mandat officiel, devait être avant tout « commerciale, sans caractère diplomatique ».

## Mission canadienne
Cet objectif est dépassé : dans le Canada-Est où des spectateurs émus assistent au retour des couleurs françaises, le passage du marin est un triomphe ; des villes comme Ottawa, Kingston et Toronto, malgré quelques réserves, se sont senties obligées d'accueillir la délégation française, qui a été invariablement correcte et parfois chaleureuse. Le moment semblait bien choisi : la Grande-Bretagne venait d'abolir les anciens droits de douane qui rendaient jusqu'alors impraticable le commerce entre le Canada et l'étranger. D'ailleurs, les relations entre la France et l'Angleterre n'ont jamais été meilleures ; les souverains français avaient été les invités de la reine Victoria en 1850, et celle-ci, cette même année 1855, devait leur rendre leur visite à l'occasion de l'exposition universelle de Paris, à laquelle le Canada exposait.

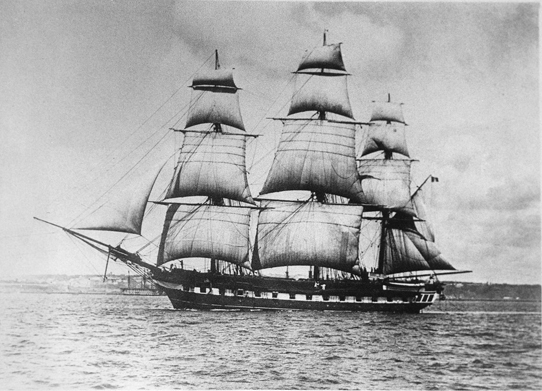
Corvette La Capricieuse

Le succès de la mission doit également être attribué dans une large mesure à la personnalité du commandant – un homme « très instruit et extrêmement compétent », comme l'avait dit de lui un de ses supérieurs en 1831. En 1848, il est jugé « l'un des capitaines les plus aptes à commander ». Véritable méridional, Belvèze avait les dons naturels d'un brillant orateur, mais chez lui la spontanéité était tenu en échec par une sagesse et un tact dignes d'un diplomate de métier. De Belvèze prit sa retraite en 1861 sans obtenir la promotion à laquelle il croyait avoir droit. Il décède en 1875 dans son hôtel particulier de Toulon.

## Effets à long terme
L'un des résultats pratiques de sa mission fut l'établissement en 1859 d'un consulat à Québec, où la France n'était représentée que par un agent nommé Edward Ryan. Cela symbolise une nouvelle période d'harmonie entre la France et l'Angleterre.

## Lien extérieur
- Notice dans un dictionnaire ou une encyclopédie généraliste :   - Dictionnaire biographique du Canada
- Notices d'autorité :   - VIAF
  - ISNI
  - BnF (données)
  - IdRef
- / Transmission ancienne d'un rapport du commandant de la Capricieuse (1856) par Paul-Henry de Belvèse

## bibliographie
- La Capricieuse à Québec en 1855: Les premières retrouvailles de la France et du Canada. Bossé, Éveline auteure.  (ISBN 2890431266) /  (ISBN 9782890431263). La Presse, 1984.